# Налини Синг
Налини Синг (на английски: Nalini Singh) е новозеландска писателка на произведения в жанра паранормален любовен роман, фентъзи и романтичен трилър.

## Биография и творчество
Налини Синг е роден на 7 септември 1977 г. в Сува, Фуджи. Има индийски произход. Отраства от 10-годишна в Нова Зеландия. Завършва гимназия в Окланд. След гимназията работи различни временни работи. Завършва право и английска литература в университета на Окланд. Работи като адвокат в продължение на две години и три години работи в Япония като учител по английски език, обикаляйки различни части на Азия.
През 1999 г. заема трето място в наградите за романтична литература на Нова Зеландия „Наградите Кендън“.
Първият ѝ любовен роман „Desert Warrior“ (Пустинен воин) е издаден през 2003 г. След нея тя се посвещава на писателската си кариера.
През 2008 и 2009 г. печели наградата „Юлиус Фогел“ за най-добра новела за „Beat of Temptation“ и „Stroke of Enticement“. Носителка е на множество награди на читателите и част от романите ѝ са в списъците на бестселърите на „Ню Йорк Таймс“.
Налини Синг живее със семейството си в Нова Зеландия.

## Произведения

### Самостоятелни романи
- Desert Warrior (2003)
- Awaken to Pleasure (2004)
- Craving Beauty (2005)
- Secrets in the Marriage Bed (2006) – издаден и като „Marriage Bed Secrets“
- Bound by Marriage (2007) – издаден и като „To Have and To Hold“
- A Madness of Sunshine (2019)
- Quiet in Her Bones (2021)

### Серия „Психопромяна“ (Psy-Changelings)
1. Slave to Sensation (2006)
2. Visions of Heat (2007)
3. Caressed By Ice (2007)
4. Mine to Possess (2008)
5. Hostage to Pleasure (2008)
6. Branded by Fire (2009)
7. Blaze of Memory (2009)
8. Bonds of Justice (2010)
9. Play of Passion (2010)
10. Kiss of Snow (2011)
11. Tangle of Need (2012)
12. Heart of Obsidian (2012)
13. Shield of Winter (2014)
14. Shards of Hope (2015)
15. Allegiance of Honor (2016)

- Wild Invitation (2013) – сборник с разкази
- Wild Embrace (2016) – сборник с разкази

#### Серия „Психопромяна Тринити“ (Psy-Changeling Trinity)
1. Silver Silence (2017)
2. Ocean Light (2018)
3. Wolf Rain (2019)
4. Alpha Night (2020)
5. Last Guard (2021)

### Серия „Ловец на Гилдията“ (Guild Hunter)
1. Angels' Blood (2009)
Ангелска кръв, изд.: „Егмонт България“, София (2016), прев. Гергана Дечева
2. Archangel's Kiss (2010)
Архангелска целувка, изд.: „Егмонт България“, София (2016), прев. Силвия Желева
3. Archangel's Consort (2011) Архангелски Консорт (Фен превод)
4. Archangel's Blade (2011) Архангелско острие (Фен превод)
5. Archangel's Storm (2012) Архангелска буря (Фен превод)
6. Archangel's Legion (2012) Архангелски легион (Фен превод)
7. Archangel's Shadows (2014) Архангелски сенки (Фен превод)
8. Archangel's Enigma (2015) Архангелска енигма (Фен превод)
9. Archangel's Heart (2016) Архангелско сърце (Фен превод)
10. Archangel's Viper (2017) Архангелски хищник (Фен превод)
11. Archangel's Prophecy (2018) Архангелско пророчество (Фен превод)
12. Archangel's War (2019) Архангелска война (Фен превод)
13. Archangel's Sun (2020)
14. Archangel’s Light (2021)

#### Новели към серията
- Angels' Pawn (2009)
- Angels' Judgment (2012)
- Angel's Wolf (2012)
- Angels' Dance (2012)

### Серия „Рок целувка“ (Rock Kiss)
1. Rock Addiction (2014)
2. Rock Hard (2015)
3. Rock Redemption (2015)
4. Rock Wedding (2016)

### Серия „Твърда игра“ (Hard Play)
1. Cherish Hard (2017)
2. Rebel Hard (2018)
3. Love Hard (2020)

### Участие в общи серии с други писатели

#### Серия „Кралската къща на сенките“ (Royal House of Shadows)
4. Lord of the Abyss (2011)
10. Royal House of Shadows: Part 10 (2016)
11. Royal House of Shadows: Part 11 (2016)
12. Royal House of Shadows: Part 12 (2016)

### Сборници
- Must Love Hellhounds (2009) – с Илона Андрюс, Мелеан Брук и Шарлейн Харис
- Sleeping with the Sheikh (2009) – с Кристи Голд и Бренда Джаксън
- Burning Up (2010) – с Мелеан Брук, Вирджиния Кантра и Анджела Найт
- Angels of Darkness (2011) – с Илона Андрюс, Мелеан Брук и Шарън Шин
- Night Shift (2014) – с Илона Андрюс, Лиза Шеарин и Мила Ване